# Elaeagnus grandifolia
Elaeagnus grandifolia — вид квіткових рослин з родини маслинкових (Elaeagnaceae). Поширення: Центральний Тайвань.

## Середовище
Населяє зарості; на висотах 700–2000 метрів.

## Біоморфологічна характеристика
Це плетистий кущ. Молоді гілки та бруньки густо сріблясто-коричнево лускаті. Ніжка листка 8–13 мм; листкова пластинка від широкоеліптичної до еліптичної, 6–12 × 3–6 см, бічні жилки 5 або 6 з кожного боку середньої жилки, основа від клиноподібної до тупої, край вузько загнутий, верхівка гостра. Квітки сріблясто-коричневі, поодинокі в пазухах довгих пагонів та в укороченій китиці на коротких гілках. Трубка чашечки 6–6.5 мм; частки трикутно-яйцеподібні, 3–3.5 мм. Кістянка червона, від широкоеліпсоїдної до еліпсоїдної, 1.6–1.8 см. Насінина приблизно 1.6 см.